# Святоцький Олександр Дмитрович
Свято́цький Олександр Дмитрович (нар. 30 грудня 1953, Львів) — український правознавець, доктор юридичних наук (1995), професор, дійсний член (академік) Національної академії правових наук України (2009), заслужений юрист України (1997), головний редактор найстарішого в Україні загальнонаціонального юридичного журналу «Право України» з 1995 р. і до сьогодні. Почесний професор Запорізького національного університету.

## Біографія
Народився 30 грудня 1953 р. у м. Львові. Українець.

## Освіта
Закінчив (з відзнакою) юридичний факультет Львівського державного університету ім. І. Я. Франка (нині — Львівський національний університет імені Івана Франка) (1980).
Захистив дисертацію на здобуття вченого ступеня кандидата юридичних наук за спеціальністю 12.00.01 на тему «Заснування і розвиток радянської адвокатури (історико-правовий аспект)» (1987).
Захистив дисертацію на здобуття вченого ступеня доктора юридичних наук за спеціальністю 12.00.01 на тему «Адвокатура в юридичному механізмі захисту прав громадян (історико-правове дослідження)» (1995).

## Діяльність
Після закінчення університету за направленням з 1980 р. працював відповідальним секретарем комісії у справах неповнолітніх Львівського міськвиконкому.
З 1983 р. по 1990 р. — аспірант, асистент, старший викладач, доцент кафедри кримінального права і процесу юридичного
факультету Львівського державного університету ім. І. Я. Франка.
У 1987 р. захистив дисертацію на здобуття вченого ступеня кандидата юридичних наук.
У 1990 р. і йому присвоєно вчене звання доцента.
З 1990 р. по 1993 р. — докторант юридичного факультету Київського державного університету ім. Т. Г. Шевченка.
З 1994 р. і до сьогодні є адвокатом.
З 1995 р. співзасновник і старший партнер Адвокатського об'єднання "Адвокатська компанія «Кайрос».

У 1995 р. захистив дисертацію на здобуття вченого ступеня доктора юридичних наук.

З жовтня 1995 р. до сьогодні — головний редактор найстарішого в Україні юридичного журналу «Право України».

З 1996 р. і до сьогодні співзасновник і президент ТОВ "Видавничий Дім «Ін Юре».

У 1997 р. йому присвоєно вчене звання професора.

У 2000 р. обраний членом-кореспондентом Національної академії правових наук України.

У 2000—2001 рр. та 2003—2004 рр. призначався Радником Прем'єр-міністрів України на громадських засадах.

З 2002 р. по 2004 р. призначався радником Міністра транспорту і зв'язку України Г. М. Кірпи.

З 2001 р. по 2004 р. обіймав посаду директора Науково-дослідного інституту інтелектуальної власності Національної академії правових наук України.

У 2009 р. обраний дійсним членом (академіком) Національної академії правових наук України.

З жовтня 2013 р. співзасновник і президент ТОВ "Юридичне видавництво «Право України».
У листопаді 2015 р. Радою адвокатів України призначений головою Науково-консультативної ради при Національній асоціації адвокатів України.
З грудня 2015 р. по серпень 2017 р. ректор Вищої школи адвокатури Національної асоціації адвокатів України.
З 2016 р. по 2019 р. призначався радником Першого віце-прем'єр-міністра України на громадських засадах. 
З 2019 р. співзасновник і президент ТОВ "Юридичний портал «Ратіо Деціденді», ТОВ «Е-Адвокат».
З вересня 2019 р. призначено позаштатним радником Першого заступника Голови Верховної Ради України (розпорядження Першого заступника Керівника Апарату Верховної Ради України, № 2301-к від 20 вересня 2019 р.)
З жовтня 2020 р. співзасновник і президент ТОВ «Офіс незалежних експертиз».
З липня 2021 р. співзасновник і президент ТОВ «Платформа судової практики».
З жовтня 2021 р. призначено позаштатним радником Голови Верховної Ради України
(розпорядження Керівника Апарату Верховної Ради України, № 1718-К від 11 жовтня 2021 р.)
Основні напрями наукових досліджень: конституційне право, організація публічної влади, українська державність: витоки, етапи становлення та розвитку, філософія права, судоустрій, судовий прецедент, право інтелектуальної власності, розвиток та сучасне правове положення інституту адвокатури.

Є автором понад 200 наукових праць.
Святоцький О. Д. є членом науково-консультативних рад при Конституційному Суді України, Верховному Суді, Голові Верховної Ради України.

## Нагороди та звання
За вагомі внески у розбудову державності у 1997 р. присвоєно почесне звання «Заслужений юрист України».

У 2002 р. Указом Президента України нагороджений орденом «За заслуги» ІІІ ступеня.

У 2003 р. нагороджений Почесною грамотою Кабінету Міністрів України. 

У 2003 р. була присуджена премія імені Ярослава Мудрого.

У 2004 р. нагороджений Почесною грамотою Верховної Ради України. 

У 2007 р. Указом Президента України нагороджений орденом «За заслуги» ІІ ступеня.

У 2012 р. нагороджений:

Нагрудним знаком «Почесна відзнака Конституційного Суду України»;

Подякою Генерального прокурора України;

Медаллю «За заслуги у розвитку адвокатури»;

Почесною грамотою Секретаріату Національної спілки журналістів України;
У 2015 р. нагороджений: Відзнакою Національної асоціації адвокатів України — орденом "Видатний адвокат України;
Нагрудним знаком «Почесна відзнака Української секції Міжнародної поліцейської асоціації».
У 2017 р. Указом Президента України нагороджений орденом «За заслуги» І ступеня.
07 жовтня 2021 року нагороджений орденом святого рівноапостольного князя Володимира II ступеня за заслуги перед Помісною Українською Православною Церквою та побожним народом.